# Buah Nabar
Buah Nabar is een bestuurslaag in het regentschap Deli Serdang van de provincie Noord-Sumatra, Indonesië. Buah Nabar telt 346 inwoners (volkstelling 2010).